# فرند این لندن
فرند این لندن (به انگلیسی: A Friend in London) گروه موسیقی دانمارکی است.
آن ها در مسابقه آواز یوروویژن ۲۰۱۱ نماینده دانمارک بودند.